# Аксел Руди Пел
Аксел Руди Пел (на английски: Axel Rudi Pell) (роден на 27 юни 1960) е германски китарист, свирещ мелодичен хевиметъл. Той започва с групата „Стийлър“ (1984 – 1988) преди да напусне и да започне солова кариера през 1989 г. с едноименната група „Аксел Руди Пел“. През това време той свири с барабанисти като Йорг Майкъл и Майк Терана и с певците Джеф Скот Сото и Роб Рок, а след това и Джони Джоели. Той изпълнява класически традиционен мелодичен хевиметъл с тежки китари, но по-малко ярки от Ингви Малмстийн, с акцент върху по-меки балади, както се вижда в три отделни баладни компилации през годините.
Албумът The Crest е издаден през 2010 година, а през 2012 година излиза 15-ият студиен албум Circle of the Oath.
SPV Records пуска DVD на 25 февруари 2008 г., озаглавено Live over Europe, което включва пълното изпълнение от Rock Hard Festival през 2007 г., като се предлага с бонус диск, включващ кадри на живо от собствения архив на Пел.

## Дискография

### Със Стийлър
- Steeler (1984)
- Rulin' the Earth (1985)
- Strike Back (1986)
- Undercover Animal (1988)

### Соло

#### Албуми
- Wild Obsession (1989)
- Nasty Reputation (1991)
- Eternal Prisoner (1992)
- Between the Walls (1994)
- Black Moon Pyramid (1996)
- Magic (1997)
- Oceans of Time (1998)
- The Masquerade Ball (2000)
- Shadow Zone (2002)
- Kings and Queens (2004)
- Mystica (2006)
- Diamonds Unlocked (2007) (кавър албум)
- Tales of the Crown (2008)
- The Crest (2010)
- Circle of the Oath (2012)
- Into the Storm (2014)
- Game of Sins (2016)
- Knights Call (2018)
- Sign of the Times (2020)
- Diamonds Unlocked II (2021) (кавър албум)
- Lost XIII (2022)
- Risen Symbol (2024)

#### Компилации
- The Ballads (1993)
- The Ballads II (1999)
- The Wizard's Chosen Few (2000)
- The Ballads III (2004)
- The Best of Axel Rudi Pell: Anniversary Edition (2009)
- The Ballads IV (2011)
- The Ballads V (2017)

#### Албуми на живо
- Made in Germany (1995)
- Knights Live (2002)

#### DVD-та
- Knight Treasures (Live and More) (2002)
- Live Over Europe 2008
- One Night Live (2010)
- Live on Fire (Circle of the Oath Tour 2012) [2 DVDs] (2013)
- MAGIC MOMENTS (25th Anniversary Special Show) Digipak 3 CD, Digipak 3 DVD (2015)